# Shusha (Azerbaijão)
Shusha (azeri: Şuşa), também conhecida como Shushi (em armênio: Շուշի) é uma cidade na região de Alto-Carabaque, no Sul do Cáucaso. A cidade Estava sob o controlo de Artsaque, um estado autoproclamado, desde a sua captura em 1992 durante a Guerra do Alto-Carabaque. No entanto durante a Guerra do Alto-Carabaque de 2020, o Azerbaijão retomou a cidade, é um estatuto de uma divisão administrativa das imediações do rayon de Shusha. A capital cultural do Azerbaijão.

## Galeria

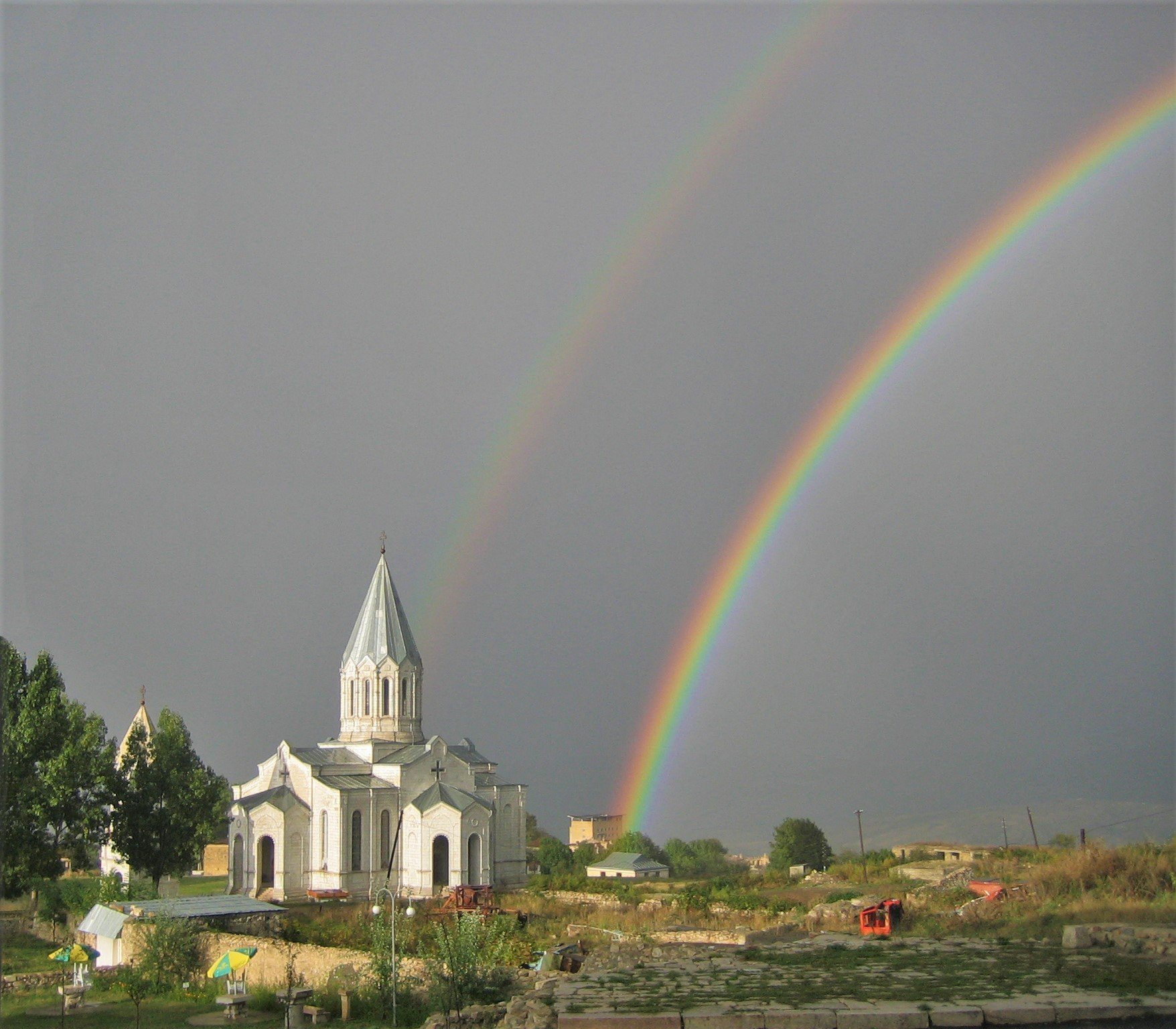
Construção da Catedral Ghazanchetsots foi completada em 1887.
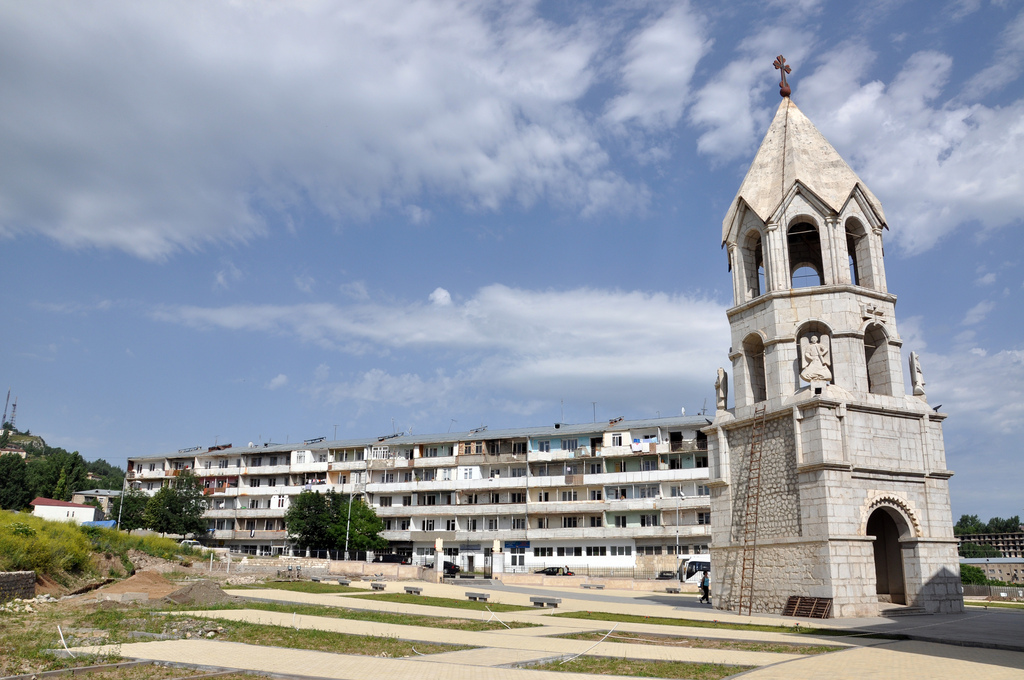
A cidade de Shusha